# Jean Girault
Jean Girault (9. května 1924, Villenaux-la-Grande, Francie – 24. července 1982, Paříž, Francie) byl francouzský filmový scenárista, režisér a jazzový hudebník, který proslul jakožto vynikající a velice úspěšný tvůrce francouzských filmových komedií.
Ačkoliv vystudoval francouzskou filmovou školu École des Travaux Pratiques du Cinéma, začínal jako jazzový hudebník. U filmu působil nejprve jakožto příležitostný scenárista již na počátku 50. let 20. století, později pak začal působit také jako asistent režie.
Svoji první samostatnou režii zkusil v roce 1960 se snímkem Příživníci. Zlom v jeho kariéře přinesla až jeho tvorba spojená s osobou proslulého francouzského komika Louise de Funèse, kterého v roce 1963 "objevil" pro film ve snímku Pouic Pouic. Posléze s ním natočil dnes již světoznámou filmovou sérii šesti komediálních filmů o četnících. Kromě toho natočil řadu dalších úspěšných filmových komedií.
Jeho osobním přítelem byl francouzský herec Jean Lefebvre. Kromě scénářů napsal také dvě divadelní hry.
Zemřel ve věku 58 let na tuberkulózu během natáčení 6. dílu série o četnících Četník a četnice.

## Ocenění
- 1978 Zvláštní cena Asociace filmového průmyslu

## Filmografie

### Louis de Funès

#### Četníci
- 1964 Četník ze Saint Tropez
- 1965 Četník v New Yorku
- 1968 Četník se žení
- 1970 Četník ve výslužbě
- 1979 Četník a mimozemšťané
- 1982 Četník a četnice (během natáčení snímku zemřel)

#### Ostatní
- 1963 Pouic Pouic
- 1964 Jak vykrást banku
- 1967 Senzační prázdniny
- 1971 Jo
- 1980 Lakomec
- 1981 Zelňačka

### Další tvorba, výběr
- 1969 Dům na venkově
- 1972 Bažanti jedou do Španělska (s Les Charlots)
- 1973 Domovník
- 1974 Dvě dívky v jednom pyžamu
- 1976 Svatý rok (poslední film Jeana Gabina)
- 1977 Stepující stonožka